# Križarski ratovi
Križarski ratovi bili su srednjovjekovni sveti ratovi u kojima su pretežito sudjelovali kršćanski vitezovi iz Francuske i Svetoga Rimskog Carstva. Cilj im je bio oslobođenje svetog grada Jeruzalema od muslimanske vlasti, a trajali su oko 200 godina, u periodu između 1095. i 1291. godine.
Do tih ratova je došlo nakon što je pristup Palestini bio znatno otežan zbog seldžučkih osvajanja polovicom 11. stoljeća u Maloj Aziji. Period prvih ratova poklopio se s usponom papinske vlasti u kršćanskom svijetu, što je Katolička crkva nastojala dodatno osnažiti pa je radi toga poticala novi žar vjerske obnove među vjernicima. Prvi organizirani sukob kršćanskih ratnika protiv seldžuka izbio je nakon što je papa Urban II. (1088. – 1099.), na crkvenim saborima u Piacenzi i Clermontu, održanima 1095. godine, pozvao na rat protiv muslimana za oslobođenje Jeruzalema, obećavši sudionicima oprost od svakoga grijeha. Njegov su poziv prihvatili brojni zapadnoeuropski velikaši, a potom i širi društveni slojevi.
Početkom 14. stoljeća bilo je nekoliko pokušaja ponovnog pokretanja križarskih ratova, ali su ostali neostvareni. Od druge polovice 14. stoljeća ideja križarskih ratova sve se više preusmjerava na pohode organizirane s ciljem zaustavljanja turskih prodora (pohodi hrvatsko-ugarskih kraljeva Žigmunda i Vladislava I. i dr.) u Europu.
Neke kampanje, koje su trajale sve do 15. stoljeća, vođene su i u Španjolskoj te protiv slavenskih poganskih naroda, te poganskih naroda na Baltiku, Židova, pravoslavaca, Mongola, Katara, Staroprusa, Husita, Valdenzijanaca i političkih neprijatelja papinstva.
Izraz je ostao sačuvan i u 16. stoljeću, a označavao je katoličko širenje izvan Europe uglavnom protiv pogana, heretika i naroda koji su bili predmetom izopćenja s mješavinom vjerskih, političkih i ekonomskih razloga.
Križarski su ratovi snažno utjecali na razvoj europske trgovine s Istokom, u čemu su prednjačili primorski gradovi Genova i Venecija, koja se osim trgovine bavila i prijevozom križara do Svete zemlje. Ratovi su doveli i do povećanog znanja arapske i grčke kulture, do porasta obrtništva i razvoja gradova te do pojave bankarstva. S križarskim ratovima, u opticaj ulaze i grbovi kao oznake vladarskih i velikaških obitelji.

## Uzroci
Sveta zemlja je još od 9. stoljeća bila pod arapskom vlašću, no oni su dozvoljavali kršćanima i Židovima nesmetan pristup do svetih mjesta. Prilike se mijenjaju polovicom 11. stoljeća, kada su Turci Seldžuci preuzeli vlast u Bagdadskom kalifatu i počeli ugrožavati teritorije Bizantskog Carstva. Nakon pobjede nad bizantskom vojskom, Seldžuci su osvojili Malu Aziju, Siriju i Palestinu te su s tih područja istisnuli grčki jezik i kršćanstvo i proširili arapski jezik i islam.
Premda je u 11. stoljeću u Europi počelo razdoblje opće demografske, gospodarske i političke obnove, niži su društveni slojevi proživljavali teško gospodarsko stanje i glad, a 1095./1096. europske je zemlje zahvatila nepoznata epidemija (vjerojatno kuga), pa je pokušaj bijega iz takve stvarnosti bio sasvim razumljiv. Gospodarsko je stanje bilo dodatno otežano jer su Seldžuci i Fatimidi kočili trgovinu maloazijskog i sjevernoafričkog prostora s kršćanskom Europom. Značajnu ulogu u pokretanju ratova imala je i zamisao o zaštiti mnogobrojnih hodočasnika na putu u Svetu zemlju od nasilja i samovolje bliskoistočnih mjesnih moćnika. Od rata protiv islamskog Istoka svi su očekivali koristi: vjernici – mjesto u raju, velikaši – nove velike posjede, seljaci – oslobođenje od osobne ovisnosti.
Zamisao o Palestini kao cilju križarskog vojnog pohoda pojavila se 1074. godine u planu pape Grgura VII. (1073. – 1085.). Tu njegovu zamisao ostvario je papa Urban II. kad je poslao ujedinjenu kršćansku vojsku na Bliski istok. Prvi križarski rat je pokrenut 1099. godine, tada je Respublica Christiana postala svjesna svog jedinstva. Za kršćane je postojalo samo jedno pravo, jedna vjera i jedan zakon.
Prvotni i glavni cilj križara bio je oslobađenje Jeruzalema i Svete Zemlje od muslimana, a križarski pohodi počeli su pozivom pravoslavnoga Bizanta za pomoć u obrani od muslimanskog širenja Turaka Seldžuka u Anatoliji. Obnoviteljsko djelovanje rimskih papa učvrstilo je Katoličku crkvu, s Papom na čelu i dovelo do snažne duhovne i svjetovne prevlasti papinstva u kršćanskom svijetu. Papin poziv na sveti kršćanski rat, kao i žarko propovijedanje zanesenjaka, poput francuskog redovnika, augustinca Petra Pustinjaka (o.1050. – 1115.), bili su dočekani s velikim poletom i oduševljenjem.

## Kronologija
U raznim dijelovima Francuske, Njemačke i Italije na tisuće vitezova i kmetova počinju se okupljati na ratni pohod, stavljaju na svoje tunike veliki crveni križ (latinski: crucesignati) i odlaze u 200. godišnji rat za oslobađanje Isusova groba.
Sudionici križarskih pohoda su se zavjetovali i bio im je obećan oprost grijeha iz prošlosti (indulgencija). Kršćani i muslimani međusobno su sastavljali i razne saveze i ratovali protiv neprijatelja, kao što je bio kršćanski savez s Rumskim Sultanatom tijekom Petoga križarskoga rata. Nerijetko je zbog sukoba među samim kršćanskim zemljama, križarski pohod imao sasvim drugi cilj. Primjerice, u Četvrtome križarskome ratu je, zbog sukoba između Venecije i Bizanta, križarska vojska osvojila kršćanski Konstantinopol. Bilo je i drugih paradoksalnih situacija. Primjerice, papa Inocent IV. (1243. – 1254.) pozvao je, na Lyonskom koncilu 1245. godine, na Sedmi (šesti) križarski rat, a istodobno je pozivao i na tzv. križarski pohod protiv vlastitoga političkog neprijatelja, cara Fridrika II. (1220. – 1250.), koji je i sam bio istaknuti križar. Šesti križarski rat je prvi koji je započet bez papina blagoslova, a Sedmi, Osmi i Deveti križarski pohod završili su pobjedama Mamluka i Hafsida. Deveti križarski pohod okončao je križarske ratove na Bliskom istoku.

### Prvi križarski rat
Prvi križarski rat (1096. – 1099.) vodili su francuski, flandrijski i normanski velikaši pod vodstvom Godefroya od Bouillona. Ratu je prethodio govor pape Urbana II. koji je dana 25. studenog 1095. godine pozvao kršćanske vjernike u ratni pohod za oslobođenje Palestine od Seldžuka koji su 1071. godine osvojili Jeruzalem i sveta mjesta. Već u prvim mjesecima 1096. godine, Walter Siromašni i Petar Pustinjak su okupili mnoštvo ljudi, no prava je organizacija krenula tek u kolovozu te godine kada su, prema Svetoj zemlji, krenule vojske Huga od Vermandoisa, Godefroy od Bouillona, Bohemunda I. Tarantskog, Rajmunda Tuluškog i Roberta II. Normandijskog.
U listopadu 1096. godine, poražena je narodna vojska pod vodstvom Waltera Siromašnog i Petra Pustinjaka, u bitci kod Civetota u Maloj Aziji. Tek sljedeće godine prva je križarska vojska, pod zapovjedništvom Godefroya od Bouillona, prešla Bospor kod Carigrada, da bi u lipnju križari pobijedili Seldžuke u bitci kod Doryleona. Nakon toga, uslijedila je opsada Antiohije u listopadu 1097. godine, koja je završena križarskom pobjedom i osvajanjem Antiohije u lipnju 1099. godine. Poslije te pobjede, križarima je bila osigurana pomorska opskrba preko Sredozemlja i otvoren put prema Jeruzalemu.
Dana 17. srpnja 1099. godine, križarska je vojska oslobodila Jeruzalem, nakon čega je uspostavljeno Jeruzalemsko Kraljevstvo s vazalnim državama Antiohijskim Kneževstvom i vojvodstvima Tripoli i Edessa. Jedan od vođa križarske vojske, Godefroy od Bouillona imenovan je Zaštitnikom Sv. Groba, a nakon njegove skorašnje smrti, njegov se brat Balduin I. 1100. godine okrunio za prvog jeruzalemskog kralja.

#### Templarski red
Vremenski raspon koji ovdje uzimamo u obzir ograničen je pojavom (najvjerojatnije 1119. godine) i ukidanjem (oko dva stoljeća kasnije) prvog i najpoznatijeg vojnog reda, templara. Templarski red je osnovan u obrambene svrhe i radi pružanja zaštite hodočasnicima na putu u Svetu zemlju. U doba kad su se zavjetovali prvi templari „sveto nasilje“ doseglo je visoku razinu općeg prihvaćanja. Templar je bio vojnik i redovnik u jednoj osobi, redovnik koji se je latio oružja. Doprinos redovnika Bernarda iz Clairvauxa (1090. – 1153.) križarskim ratovima bio je presudan. Kao prvi viteški red, templari su bili institucija nove vrste, kojima je Bernard pomogao da formuliraju Pravila reda. Njihov oklop bio je dvostruk: tijelo je bilo zaštićeno željezom, a duša vjerom. Bernard je templare nazivao redovnicima. Nije sveo redovnika na vojnika, već je uzdignuo vojnika do redovnika. Hrabro je templare nazvao milites Christi, Kristovim vojnicima. Bernard je s oduševljenjem odobrio prijenos nasilja iz latinskog kršćanskog svijeta u Svetu Zemlju. Bilo mu je jasno da u svom tom mnoštvu koje ide prema Jeruzalemu ima razmjerno malo onih koji nisu zločinci ili bezbožnici, razbojnici ili svetogrdnici, ubojice, krivokletnici i preljubnici, te je stoga njihov odlazak u Svetu zemlju bio dvostruko koristan.

### Drugi križarski rat
Kršćanske teritorijalne stečevine su poslije jednog desetljeća relativnog mira zapale u nemiran period, koji će potrajati sljedećih 200 godina, što je 1144. godine rezultiralo gubitkom grofovije Edesse koju je osvojio seldžučki vojskovođa Zengia.  To je bio povod za pokretanje novog križarskog rata, na poziv pape Eugena III. (1145. – 1153.) i Bernarda iz Clairvauxa, koji je započeo tri godine kasnije.
Drugi križarski rat (1147. – 1149.) vodili su rimsko-njemački kralj Konrad III. (1138. – 1152.) i francuski kralj Luj VII. (1137. – 1180.) u cilju obrane ugrožene Edesse, ali je pohod svršio potpunim neuspjehom. Nakon što su križari započeli opsadu Damaska, u pomoć opsjednutom gradu priskočio je s velikom vojskom seldžučki vojskovoža Nur ad-Din, zbog čega su Konrad III. i Luj VII., nakon svega nekoliko dana, prekinuli opsadu grada i ne postigavši ništa, vratili se u Europu.

### Treći križarski rat
Treći križarski rat (1189. – 1192.) vodili su rimsko-njemački car Fridrik I. Barbarossa, engleski kralj Rikard I. Lavljeg Srca i francuski kralj Filip II. August protiv sultana Saladina, a u njemu su postignuti djelomični uspjesi. Vraćeni su dijelovi teritorija Jeruzalemskog Kraljevstva koja su muslimani nešto ranije preoteli, ali ta postignuća nisu bila dovoljno osigurana. Car Fridrik I. Barbarossa se utopio tijekom pohoda, a na povratku u Englesku Rikarda I. zarobio je austrijski vojvoda Leopold i dulje vrijeme zadržao u pritvoru.

### Četvrti križarski rat
Četvrti križarski rat (1202. – 1204.) u organizaciji Mlečana je uvelike kompromitirao križarsku ideju. Križarska vojska nije ni stigla do Svete Zemlje, a velikim ju je dijelom instrumentalizirala mletačka politika za koju je osvojila Zadar (1202.). Križarsko-mletačka vojska osvojila je i opljačkala Carigrad (1204.) i na većem dijelu Bizantskog Carstva uspostavila tzv. Latinsko Carstvo, čime je još više produbljen rascjep između pravoslavaca i katolika.

### Albigenški rat
Albigenški rat (1209. – 1229.) je naziv za vojne pohode protiv patarenskih krivovjernika, albigenza, u južnoj Francuskoj i sjevernoj Italiji.

### Dječji križarski pohod
Dječji križarski pohod (1212.) u kojem su sudjelovali njemački i francuski dječaci u nadi da će njihova nevinost ostvariti cilj koji organizirane križarske vojne nisu uspijevale postići. Pohod je tragično završio (mnogi sudionici su prodani u roblje, a veliki broj onih koji su krenuli kopnenim putem su izginuli od gladi, studeni i različitih napadača i ne stigavši do odredišta).[nedostaje izvor]

### Peti križarski rat
Peti križarski rat (1217. – 1221.) u kojemu su sudjelovali hrvatsko-ugarski kralj Andrija II., Ludvig I. Austrijski i njemački vitezovi vođen je protiv egipatskih Ejubida. Križari su uspjeli nakratko osvojiti Jeruzalem i Demiettu u Egiptu, da bi ih papinski legat Pelagije izgubio u neuspjelom pohodu na Kairo.

### Šesti križarski rat
Šesti križarski rat (1228. – 1229.) imao je više diplomatski nego vojni značaj, a u njemu je rimsko-njemački car Fridrik II. (u to vrijeme izopćen) uspio pregovorima s egipatskim Al-Kamilom vratiti Jeruzalem i druga hodočasnička mjesta pod križarsku vlast.

### Sedmi križarski rat
Sedmi križarski rat (1248. – 1254.) vodio je francuski kralj Luj IX. Sveti i bio je pokušaj vraćanja Jeruzalema (koji su ponovno osvojili muslimani 1244.), ali je završio potpunim neuspjehom i kraljevim zarobljavanjem u Egiptu.

### Osmi križarski rat
Osmi križarski rat 1270. je ponovno pokrenuo Luj IX., ovaj put protiv Tunisa, koji je završio njegovom smrću od kuge, a jedini rezultat postigao je sicilski kralj Karlo I., Lujev brat, nametnuvši Tunisu svoj protektorat.

### Deveti križarski rat
Deveti križarski rat (1271.) Križarski ratovi u Palestini prestaju padom posljednjeg kršćanskog uporišta Akre (1291.).

## Značaj i posljedice
Križarski pohodi ostavili su duboke političke, ekonomske i socijalne učinke, od kojih se neki osjećaju i u današnje vrijeme.
Križarski ratovi su važni za europsku ideju jer su jako važni ekonomski kontekst i religija. U 10. stoljeću trgovačka izmjena s Bliskim istokom postaje sve važnija, a potpuni monopol imaju muslimanski trgovci. U Europi je potpuno razvijen feudalizam. Stoga je ekonomski razlog križarskih ratova oduzimanje monopola islamskim trgovcima. Tijekom križarskih ratova dolazi i do kulturne interakcije: na Bizantu je u to doba bio razvijen najviši bonton, uporaba vilica, ali i kultura kupanja – kupke. Također je medicina bila razvijenija u muslimanskim zemljama.
Petar Časni (1094. – 1156.) je ozbiljno razmišljao o obraćanju muslimana. Naručio je prijevod zbirke arapskih knjiga (uključujući Kuran) na latinski. Latinski kršćani nisu bili toliko zainteresirani za "arapsku učenost" koliko za stjecanje pristupa grčkim znanostima i filozofiji koje su Arapi sačuvali. Naručio je prijevod Kurana na latinski jer je vjerovao da će lakše osporiti lažnu doktrinu ako je kršćani budu poznavali, te se doima tolerantnim i dobrohotnim čovjekom koji razum stavlja ispred nasilja. Pokazivao je zanimanje samo za one aspekte muslimanske kulture koje je smatrao važnima za svoju apologiju kršćanstva. Nakon što je pročitao prijevode zbirki arapskih knjiga, priznao je da uopće ne poznaje muslimanske običaje i život.
Za vrijeme križarskih ratova, točnije 1215. godine plemstvo Velike Britanije prisililo je kralja Ivana bez Zemlje da potpiše Magna charta libertatum. Ta velika povelja sloboda ograničavala je njegovu moć i davala je određene povlastice plemstvu.
Na inicijativu Ramona Llulla Koncil u Vienneu naredio je 1312. godine da se na sveučilištima u Parizu, Oxfordu, Bologni i Salamanci, te na papinskom dvoru, predaje arapski, hebrejski i kaldejski. Sam Lull naučio je arapski. Za njega učenje istočnjačkih jezika, osobito arapskog, bilo je izravno povezano s naporima za „povrat Svete zemlje“.
Važno je spomenuti Pierrea Duboisa (oko 1255. – nakon 1321.). On je prvi razmišljao o tome što kad se dođe u Svetu zemlju. Nakon što se uspostavi univerzalni mir i sklad među svim rimokatolicima, zanosio se Dubois, "katolici će biti kreposniji, učeniji, bogatiji i dugovječniji negoli dosad, i sposobniji da pokore barbarske narode; oni neće više međusobno ratovati". Predlagao je obrazovnu reformu. Želio je da dječaci i djevojčice uče istočnjačke jezike. Po završetku obrazovanja, dječaci bi odlazili iz domovine u Svetu zemlju: neki kao svećenici, drugi kao liječnici i veterinari, kako bi time pomogli vojsci i cijelom stanovništvu. I djevojčice bi dobivale poduku iz medicine. Poslije udaje, od tih se mladih dama očekivalo da obrate svoje muževe i da imaju kršćanske potomke. Početkom 20. stoljeća Duboisove su ideje ugrađene u članke Haške konvencije.
Križarski ratovi doveli su do boljeg upoznavanja zapada s kulturom istoka. Sudionici križarskih pohoda u zapadnu Europu donijeli su nove poljoprivredne kulturame (riža, marelica, lubenica, šećer) i nove tehnike proizvodnje tekstila (damast, nuslin) i obrade metala. Povećan je uvoz orijentalnih lukzusnih predmeta, rijetkih vina, začina, te pojačana kopnena trgovina (karavane prema Zapadnoj i Srednjoj Europi). Potaknut je i razvoj feudalne gradske kulture (nova jela, odjeća, dragulji, glazba, mamiri, odgoj djece, higijena). Mlečani i Đenovljani postaju centri gospodarske sredozemne trgovine. Nastaju, također, i velike vojske, preduvjet za europsku ekspanziju u druge krajeve. Porastao je i papin ugled kod zapadnoeuropskih vladara.
Broj poginulih u sporadičnih 196 godina ratovanja je upitan, no procjene se kreću od najmanje 1.000.000 do najviše 9.000.000 žrtava, što ga čini jednim od najsmrtonosnijih sukoba u ljudskoj povijesti.

### Zanimljivosti
- Sultan Saladin (1137. – 1193.) bio je vođa muslimanske vojske. Vrstan zapovjednik, sultan Egipta i Sirije, uzdigao Egipat do jednog od najmoćnijih područja Srednjeg istoka.
- Putovanje iz Europe u Jeruzalem bilo je dugotrajno i opasno pa su mnogi križari putem umrli. Oni koji su se vratili u Europu, donijeli su iz Palestine dragocjenu svilu i začine, ali i mnoga znanja iz matematike i astronomije.
- Omiljeni engleski kralj Rikard I. (vladao od 1189. – 1199.), znan i kao Rikard Lavljeg Srca, je sudjelovao u trećem križarskom pohodu i pritom zauzeo lučki grad Akru. Na povratku zarobio ga je austrijski vojvoda Leopold i tražio visoku otkupninu.
- Postoji vjerovanje kako su pripadnici naroda Kevšureti u istoimenoj kavkaškoj pokrajini u Gruziji, direktni potomci križara koji su se odvojili od glavnine vojske i ostali u izolaciji, te očuvali mnogo od viteške kulture križara.